# Grande Prêmio da Espanha de Motovelocidade
O Grande Prêmio da Espanha de MotoGP é um evento motociclístico que faz parte do mundial de MotoGP.

## Vencedores do Grande Prêmio da Espanha
| Ano  | Pista | MotoE              | MotoE    | Moto3         | Moto3     | Moto2                 | Moto2      | MotoGP            | MotoGP |
| Ano  | Pista | Piloto             | Moto     | Piloto        | Moto      | Piloto                | Moto       | Piloto            | Moto   |
| ---- | ----- | ------------------ | -------- | ------------- | --------- | --------------------- | ---------- | ----------------- | ------ |
| 2024 | Jerez | —                  | —        | Collin Veijer | Husqvarna | Fermín Aldeguer       | Boscoscuro | Francesco Bagnaia | Ducati |
| 2023 | Jerez | —                  | —        | Iván Ortolá   | KTM       | Sam Lowes             | Kalex      | Francesco Bagnaia | Ducati |
| 2022 | Jerez | Eric Granado       | Energica | Izan Guevara  | Gas Gas   | Ai Ogura              | Kalex      | Francesco Bagnaia | Ducati |
| 2022 | Jerez | Eric Granado       | Energica | Izan Guevara  | Gas Gas   | Ai Ogura              | Kalex      | Francesco Bagnaia | Ducati |
| 2021 | Jerez | Alessandro Zaccone | Energica | Pedro Acosta  | KTM       | Fabio Di Giannantonio | Kalex      | Jack Miller       | Ducati |
| 2020 | Jerez | Eric Granado       | Energica | Albert Arenas | KTM       | Luca Marini           | Kalex      | Fabio Quartararo  | Yamaha |

| Ano  | Pista | Moto3             | Moto3     | Moto2                | Moto2    | MotoGP           | MotoGP | Resumo   |
| Ano  | Pista | Piloto            | Moto      | Piloto               | Moto     | Piloto           | Moto   | Resumo   |
| ---- | ----- | ----------------- | --------- | -------------------- | -------- | ---------------- | ------ | -------- |
| 2019 | Jerez | Niccolò Antonelli | Honda     | Lorenzo Baldassarri  | Kalex    | Marc Márquez     | Honda  | Detalhes |
| 2018 | Jerez | Philipp Öttl      | KTM       | Lorenzo Baldassarri  | Kalex    | Marc Márquez     | Honda  | Detalhes |
| 2017 | Jerez | Arón Canet        | Honda     | Álex Márquez         | Kalex    | Dani Pedrosa     | Honda  | Detalhes |
| 2016 | Jerez | Brad Binder       | KTM       | Sam Lowes            | Kalex    | Valentino Rossi  | Yamaha | Detalhes |
| 2015 | Jerez | Danny Kent        | Honda     | Jonas Folger         | Kalex    | Jorge Lorenzo    | Yamaha | Detalhes |
| 2014 | Jerez | Romano Fenati     | KTM       | Mika Kallio          | Kalex    | Marc Márquez     | Honda  | Detalhes |
| 2013 | Jerez | Maverick Viñales  | KTM       | Esteve Rabat         | Kalex    | Dani Pedrosa     | Honda  | Detalhes |
| 2012 | Jerez | Romano Fenati     | FTR Honda | Pol Espargaro        | Kalex    | Casey Stoner     | Honda  | Detalhes |
| Ano  | Pista | 125cc             | 125cc     | Moto2                | Moto2    | MotoGP           | MotoGP | Resumo   |
| Ano  | Pista | Piloto            | Moto      | Piloto               | Moto     | Piloto           | Moto   | Resumo   |
| 2011 | Jerez | Nicolás Terol     | Aprilia   | Andrea Iannone       | Suter    | Jorge Lorenzo    | Yamaha | Detalhes |
| 2010 | Jerez | Pol Espargaró     | Derbi     | Toni Elias           | Moriwaki | Jorge Lorenzo    | Yamaha | Detalhes |
| Ano  | Pista | 125cc             | 125cc     | 250cc                | 250cc    | MotoGP           | MotoGP | Resumo   |
| Ano  | Pista | Piloto            | Moto      | Piloto               | Moto     | Piloto           | Moto   | Resumo   |
| 2009 | Jerez | Bradley Smith     | Aprilia   | Hiroshi Aoyama       | Honda    | Valentino Rossi  | Yamaha | Detalhes |
| 2008 | Jerez | Simone Corsi      | Aprilia   | Mika Kallio          | KTM      | Dani Pedrosa     | Honda  | Detalhes |
| 2007 | Jerez | Gábor Talmácsi    | Aprilia   | Jorge Lorenzo        | Aprilia  | Valentino Rossi  | Yamaha | Detalhes |
| 2006 | Jerez | Alvaro Bautista   | Aprilia   | Jorge Lorenzo        | Aprilia  | Loris Capirossi  | Ducati | Detalhes |
| 2005 | Jerez | Marco Simoncelli  | Aprilia   | Dani Pedrosa         | Honda    | Valentino Rossi  | Yamaha | Detalhes |
| 2004 | Jerez | Marco Simoncelli  | Aprilia   | Roberto Rolfo        | Honda    | Sete Gibernau    | Honda  | Detalhes |
| 2003 | Jerez | Lucio Cecchinello | Aprilia   | Toni Elias           | Aprilia  | Valentino Rossi  | Honda  | Detalhes |
| 2002 | Jerez | Lucio Cecchinello | Aprilia   | Fonsi Nieto          | Aprilia  | Valentino Rossi  | Honda  | Detalhes |
| Ano  | Pista | 125cc             | 125cc     | 250cc                | 250cc    | 500cc            | 500cc  | Resumo   |
| Ano  | Pista | Piloto            | Moto      | Piloto               | Moto     | Piloto           | Moto   | Resumo   |
| 2001 | Jerez | Masao Azuma       | Honda     | Daijiro Kato         | Honda    | Valentino Rossi  | Honda  |          |
| 2000 | Jerez | Emilio Alzamora   | Honda     | Ralf Waldmann        | Aprilia  | Kenny Roberts Jr | Suzuki |          |
| 1999 | Jerez | Masao Azuma       | Honda     | Valentino Rossi      | Aprilia  | Alex Criville    | Honda  |          |
| 1998 | Jerez | Kazuto Sakata     | Aprilia   | Loris Capirossi      | Aprilia  | Alex Criville    | Honda  |          |
| 1997 | Jerez | Valentino Rossi   | Aprilia   | Ralf Waldmann        | Honda    | Alex Criville    | Honda  |          |
| 1996 | Jerez | Haruchika Aoki    | Honda     | Max Biaggi           | Aprilia  | Michael Doohan   | Honda  |          |
| 1995 | Jerez | Haruchika Aoki    | Honda     | Tetsuya Harada       | Yamaha   | Alberto Puig     | Honda  |          |
| 1994 | Jerez | Kazuto Sakata     | Aprilia   | Jean-Philippe Ruggia | Aprilia  | Michael Doohan   | Honda  |          |
| 1993 | Jerez | Kazuto Sakata     | Honda     | Tetsuya Harada       | Yamaha   | Kevin Schwantz   | Suzuki | Detalhes |
| 1992 | Jerez | Ralf Waldmann     | Honda     | Loris Reggiani       | Aprilia  | Michael Doohan   | Honda  |          |
| 1991 | Jerez | Noboru Ueda       | Honda     | Helmut Bradl         | Honda    | Michael Doohan   | Honda  |          |
| 1990 | Jerez | Jorge Martínez    | JJ Cobas  | John Kocinski        | Yamaha   | Wayne Gardner    | Honda  |          |

| Ano  | Pista  | 80cc               | 80cc       | 125cc              | 125cc      | 250cc           | 250cc      | 500cc           | 500cc  |
| Ano  | Pista  | Piloto             | Moto       | Piloto             | Moto       | Piloto          | Moto       | Piloto          | Moto   |
| ---- | ------ | ------------------ | ---------- | ------------------ | ---------- | --------------- | ---------- | --------------- | ------ |
| 1989 | Jerez  | Herri Torrontegui  | Krauser    | Álex Crivillé      | JJ Cobas   | Luca Cadalora   | Yamaha     | Eddie Lawson    | Honda  |
| 1988 | Jarama | Stefan Dörflinger  | Krauser    | Jorge Martínez     | Derbi      | Sito Pons       | Honda      | Kevin Magee     | Yamaha |
| 1987 | Jerez  | Jorge Martínez     | Derbi      | Fausto Gresini     | Garelli    | Martin Wimmer   | Yamaha     | Wayne Gardner   | Honda  |
| 1986 | Jarama | Jorge Martínez     | Derbi      | Fausto Gresini     | Garelli    | Carlos Lavado   | Yamaha     | Wayne Gardner   | Honda  |
| 1985 | Jarama | Jorge Martínez     | Derbi      | Pier Paolo Bianchi | Morbidelli | Carlos Lavado   | Yamaha     | Freddie Spencer | Honda  |
| 1984 | Jarama | Pier Paolo Bianchi | Huvo-Casal | Angel Nieto        | Garelli    | Sito Pons       | JJ Cobas   | Eddie Lawson    | Yamaha |
| Ano  | Pista  | 50cc               | 50cc       | 125cc              | 125cc      | 250cc           | 250cc      | 500cc           | 500cc  |
| Ano  | Pista  | Piloto             | Moto       | Piloto             | Moto       | Piloto          | Moto       | Piloto          | Moto   |
| 1983 | Jarama | Eugenio Lazzarini  | Garelli    | Angel Nieto        | Garelli    | Hervé Guilleux  | Kawasaki   | Freddie Spencer | Honda  |
| 1982 | Jarama | Stefan Dörflinger  | Kreidler   | Angel Nieto        | Garelli    | Carlos Lavado   | Yamaha     | Kenny Roberts   | Yamaha |
| 1981 | Jarama | Ricardo Tormo      | Bultaco    | Angel Nieto        | Minarelli  | Anton Mang      | Kawasaki   |                 |        |
| 1980 | Jarama | Eugenio Lazzarini  | Kreidler   | Pier Paolo Bianchi | Morbidelli | Kork Ballington | Morbidelli | Kenny Roberts   | Yamaha |

| Ano  | Pista     | 50cc                 | 50cc              | 125cc              | 125cc      | 250cc             | 250cc           | 350cc             | 350cc      | 500cc             | 500cc      |
| Ano  | Pista     | Piloto               | Moto              | Piloto             | Moto       | Piloto            | Moto            | Piloto            | Moto       | Piloto            | Moto       |
| ---- | --------- | -------------------- | ----------------- | ------------------ | ---------- | ----------------- | --------------- | ----------------- | ---------- | ----------------- | ---------- |
| 1979 | Jarama    | Eugenio Lazzarini    | Kreidler          | Angel Nieto        | Minarelli  | Kork Ballington   | Kawasaki        | Kork Ballington   | Kawasaki   | Kenny Roberts     | Yamaha     |
| 1978 | Jarama    | Eugenio Lazzarini    | Kreidler          | Eugenio Lazzarini  | Morbidelli | Greg Hansford     | Kawasaki        |                   |            | Pat Hennen        | Suzuki     |
| 1977 | Jarama    | Angel Nieto          | Bultaco           | Pier Paolo Bianchi | Morbidelli | Takazumi Katayama | Yamaha          | Michel Rougerie   | Yamaha     |                   |            |
| 1976 | Montjuich | Angel Nieto          | Bultaco           | Pier Paolo Bianchi | Morbidelli | Gianfranco Bonera | Harley-Davidson | Kork Ballington   | Yamaha     |                   |            |
| 1975 | Jarama    | Angel Nieto          | Kreidler          | Paolo Pileri       | Morbidelli | Walter Villa      | Harley-Davidson | Giacomo Agostini  | Yamaha     |                   |            |
| 1974 | Montjuich | Henk van Kessel      | Van Veen Kreidler | Benjamin Grau      | Derbi      | John Dodds        | Yamaha          | Victor Palomo     | Yamaha     |                   |            |
| 1973 | Jarama    | Jan de Vries         | Kreidler          | Chas Mortimer      | Yamaha     | John Dodds        | Yamaha          | Adu Celso-Santos  | Yamaha     | Phil Read         | MV Agusta  |
| 1972 | Montjuich | Angel Nieto          | Derbi             | Kent Andersson     | Yamaha     | Renzo Pasolini    | Aermacchi       | Bruno Kneubühler  | Yamaha     | Chas Mortimer     | Yamaha     |
| 1971 | Jarama    | Jan de Vries         | Kreidler          | Angel Nieto        | Derbi      | Jarno Saarinen    | Yamaha          | Teuvo Länsivuori  | Yamaha     | Dave Simmonds     | Kawasaki   |
| 1970 | Montjuich | Salvador Cañellas    | Derbi             | Angel Nieto        | Derbi      | Kent Andersson    | Yamaha          | Angelo Bergamonti | MV Augusta | Angelo Bergamonti | MV Augusta |
| 1969 | Jarama    | Aalt Toersen         | Kreidler          | Cees van Dongen    | Suzuki     | Santiago Herrero  | Ossa            | Giacomo Agostini  | MV Agusta  | Giacomo Agostini  | MV Agusta  |
| 1968 | Montjuich | Hans-Georg Anscheidt | Suzuki            | Salvador Cañellas  | Bultaco    | Phil Read         | Yamaha          |                   |            | Giacomo Agostini  | MV Augusta |

| Ano  | Pista     | 50cc                 | 50cc     | 125cc               | 125cc  | 250cc             | 250cc      |
| Ano  | Pista     | Piloto               | Moto     | Piloto              | Moto   | Piloto            | Moto       |
| ---- | --------- | -------------------- | -------- | ------------------- | ------ | ----------------- | ---------- |
| 1967 | Montjuich | Hans-Georg Anscheidt | Suzuki   | Bill Ivy            | Yamaha | Phil Read         | Yamaha     |
| 1966 | Montjuich | Luigi Taveri         | Honda    | Bill Ivy            | Yamaha | Mike Hailwood     | Honda      |
| 1965 | Montjuich | Hugh Anderson        | Suzuki   | Hugh Anderson       | Suzuki | Phil Read         | Yamaha     |
| 1964 | Montjuich | Hans-Georg Anscheidt | Kreidler | Luigi Taveri        | Honda  | Tarquinio Provini | Benelli    |
| 1963 | Montjuich | Hans-Georg Anscheidt | Kreidler | Luigi Taveri        | Honda  | Tarquinio Provini | Morini     |
| 1962 | Montjuich | Hans-Georg Anscheidt | Kreidler | Kunimitsu Takahashi | Honda  | Jim Redman        | Honda      |
| 1961 | Montjuich |                      |          | Tom Phillis         | Honda  | Gary Hocking      | MV Augusta |

| Ano  | Pista     | 125cc             | 125cc      | 250cc             | 250cc      | 350cc           | 350cc      | 500cc           | 500cc      |
| Ano  | Pista     | Piloto            | Moto       | Piloto            | Moto       | Piloto          | Moto       | Piloto          | Moto       |
| ---- | --------- | ----------------- | ---------- | ----------------- | ---------- | --------------- | ---------- | --------------- | ---------- |
| 1960 | Montjuich | Luigi Taveri      | MV Agusa   |                   |            |                 |            | Jim Redman      | Norton     |
| 1959 | Montjuich | Juan Elizalde     | Montesa    |                   |            | Ricardo Fargas  | Ducati     | Peter Ferbrache | Matchless  |
| 1958 | Montjuich | Carlo Ubbiali     | MV Agusta  | Carlo Ubbiali     | MV Agusta  |                 |            | John Surtees    | MV Agusta  |
| 1957 | Montjuich | Carlo Ubbiali     | MV Agusta  |                   |            |                 |            | John Surtees    | MV Agusta  |
| 1955 | Montjuich | Luigi Taveri      | MV Augusta |                   |            |                 |            | Reg Armstrong   | Gilera     |
| 1954 | Montjuich | Tarquinio Provini | Mondial    |                   |            | Fergus Anderson | Moto Guzzi | Dickie Dale     | MV Augusta |
| 1953 | Montjuich | Angelo Copeta     | MV Augusta | Enrico Lorenzetti | Moto Guzzi |                 |            | Fergus Anderson | Moto Guzzi |
| 1952 | Montjuich | Emilio Mendogni   | Morini     |                   |            |                 |            | Leslie Graham   | MV Agusta  |
| 1951 | Montjuich | Guido Leoni       | Mondial    |                   |            | Tommy Wood      | Velocette  | Umberto Masetti | Gilera     |
| 1950 | Montjuich | Nello Pagani      | Mondial    |                   |            | Tommy Wood      | Velocette  | Nello Pagani    | Gilera     |

O fundo vermelho mostra quando a prova não fez parte do Mundial.

### Pilotos com mais vitórias
*Apenas contabilizadas edições que fizeram parte do mundial
| # Vit | Piloto               | vitórias  | vitórias                                 |
| # Vit | Piloto               | Categoria | Anos                                     |
| ----- | -------------------- | --------- | ---------------------------------------- |
| 11    | Ángel Nieto          | 125cc     | 1970, 1971, 1979, 1981, 1982, 1983, 1984 |
| 11    | Ángel Nieto          | 50cc      | 1972, 1975, 1976, 1977                   |
| 9     | Valentino Rossi      | MotoGP    | 2002, 2003, 2005, 2007, 2009, 2016       |
| 9     | Valentino Rossi      | 500cc     | 2001                                     |
| 9     | Valentino Rossi      | 250cc     | 1999                                     |
| 9     | Valentino Rossi      | 125cc     | 1997                                     |
| 5     | Hans-Georg Anscheidt | 50cc      | 1962, 1963, 1964, 1967, 1968             |
| 5     | Eugenio Lazzarini    | 125cc     | 1978                                     |
| 5     | Eugenio Lazzarini    | 50cc      | 1978, 1979, 1980, 1983                   |
| 5     | Pier Paolo Bianchi   | 125cc     | 1976, 1977, 1980, 1985                   |
| 5     | Pier Paolo Bianchi   | 80cc      | 1984                                     |
| 5     | Jorge Martínez       | 125cc     | 1988, 1990                               |
| 5     | Jorge Martínez       | 80cc      | 1985, 1986, 1987                         |
| 5     | Jorge Lorenzo        | MotoGP    | 2010, 2011, 2015                         |
| 5     | Jorge Lorenzo        | 250cc     | 2006, 2007                               |
| 4     | Luigi Taveri         | 125cc     | 1955, 1963, 1964                         |
| 4     | Luigi Taveri         | 50cc      | 1966                                     |
| 4     | Phil Read            | 500cc     | 1973                                     |
| 4     | Phil Read            | 250cc     | 1965, 1967, 1968                         |
| 4     | Giacomo Agostini     | 500cc     | 1968, 1969                               |
| 4     | Giacomo Agostini     | 350cc     | 1969, 1975                               |
| 4     | Kork Ballington      | 350cc     | 1976, 1979                               |
| 4     | Kork Ballington      | 250cc     | 1979, 1980                               |
| 4     | Mick Doohan          | 500cc     | 1991, 1992, 1994, 1996                   |
| 4     | Àlex Crivillé        | 500cc     | 1997, 1998, 1999                         |
| 4     | Àlex Crivillé        | 125cc     | 1989                                     |
| 4     | Dani Pedrosa         | MotoGP    | 2008, 2013, 2017                         |
| 4     | Dani Pedrosa         | 250cc     | 2005                                     |
| 3     | Tarquinio Provini    | 250cc     | 1963, 1964                               |
| 3     | Tarquinio Provini    | 125cc     | 1954                                     |
| 3     | Kenny Roberts        | 500cc     | 1979, 1980, 1982                         |
| 3     | Carlos Lavado        | 250cc     | 1982, 1985, 1986                         |
| 3     | Wayne Gardner        | 500cc     | 1986, 1987, 1990                         |
| 3     | Kazuto Sakata        | 125cc     | 1993, 1994, 1998                         |
| 3     | Ralf Waldmann        | 250cc     | 1997, 2000                               |
| 3     | Ralf Waldmann        | 125cc     | 1992                                     |
| 3     | Marc Márquez         | MotoGP    | 2014, 2018, 2019                         |
| 3     | Francesco Bagnaia    | MotoGP    | 2022, 2023, 2024                         |
| 2     | Fergus Anderson      | 500cc     | 1953                                     |
| 2     | Fergus Anderson      | 350cc     | 1954                                     |
| 2     | Hugh Anderson        | 125cc     | 1965                                     |
| 2     | Hugh Anderson        | 50cc      | 1965                                     |
| 2     | Bill Ivy             | 125cc     | 1966, 1967                               |
| 2     | Salvador Cañellas    | 125cc     | 1968                                     |
| 2     | Salvador Cañellas    | 50cc      | 1970                                     |
| 2     | Angelo Bergamonti    | 500cc     | 1970                                     |
| 2     | Angelo Bergamonti    | 350cc     | 1970                                     |
| 2     | Kent Andersson       | 250cc     | 1970                                     |
| 2     | Kent Andersson       | 125cc     | 1972                                     |
| 2     | Chas Mortimer        | 500cc     | 1972                                     |
| 2     | Chas Mortimer        | 125cc     | 1973                                     |
| 2     | Jan de Vries         | 50cc      | 1971, 1973                               |
| 2     | John Dodds           | 250cc     | 1973, 1974                               |
| 2     | Freddie Spencer      | 500cc     | 1983, 1985                               |
| 2     | Fausto Gresini       | 125cc     | 1986, 1987                               |
| 2     | Stefan Dörflinger    | 80cc      | 1982, 1988                               |
| 2     | Sito Pons            | 250cc     | 1984, 1988                               |
| 2     | Eddie Lawson         | 500cc     | 1984, 1989                               |
| 2     | Tetsuya Harada       | 250cc     | 1993, 1995                               |
| 2     | Haruchika Aoki       | 125cc     | 1995, 1996                               |
| 2     | Masao Azuma          | 125cc     | 1999, 2001                               |
| 2     | Lucio Cecchinello    | 125cc     | 2002, 2003                               |
| 2     | Marco Simoncelli     | 125cc     | 2004, 2005                               |
| 2     | Loris Capirossi      | MotoGP    | 2006                                     |
| 2     | Loris Capirossi      | 250cc     | 1998                                     |
| 2     | Toni Elías           | Moto2     | 2010                                     |
| 2     | Toni Elías           | 250cc     | 2003                                     |
| 2     | Pol Espargaró        | Moto2     | 2012                                     |
| 2     | Pol Espargaró        | 125cc     | 2010                                     |
| 2     | Mika Kallio          | Moto2     | 2014                                     |
| 2     | Mika Kallio          | 250cc     | 2008                                     |
| 2     | Romano Fenati        | Moto3     | 2012, 2014                               |
| 2     | Lorenzo Baldassarri  | Moto2     | 2018, 2019                               |
| 2     | Sam Lowes            | Moto2     | 2016, 2023                               |

### Construtores com mais vitórias
*Apenas contabilizadas edições que fizeram parte do mundial
| # Vit | Construtor      | Vitórias  | Vitórias                                                                                       |
| # Vit | Construtor      | Categoria | Anos                                                                                           |
| ----- | --------------- | --------- | ---------------------------------------------------------------------------------------------- |
| 50    | Honda           | MotoGP    | 2002, 2003, 2004, 2008, 2012, 2013, 2014, 2017, 2018, 2019                                     |
| 50    | Honda           | 500cc     | 1983, 1985, 1986, 1987, 1989, 1990, 1991, 1992, 1994, 1995, 1996, 1997, 1998, 1999, 2001       |
| 50    | Honda           | Moto3     | 2015, 2017, 2019                                                                               |
| 50    | Honda           | 250cc     | 1962, 1966, 1988, 1991, 1997, 2001, 2004, 2005, 2009                                           |
| 50    | Honda           | 125cc     | 1961, 1962, 1963, 1964, 1991, 1992, 1993, 1995, 1996, 1999, 2000, 2001                         |
| 50    | Honda           | 50cc      | 1966                                                                                           |
| 41    | Yamaha          | MotoGP    | 2005, 2007, 2009, 2010, 2011, 2015, 2016, 2020                                                 |
| 41    | Yamaha          | 500cc     | 1972, 1979, 1980, 1982, 1984, 1988                                                             |
| 41    | Yamaha          | 350cc     | 1971, 1972, 1973, 1974, 1975, 1976, 1977                                                       |
| 41    | Yamaha          | 250cc     | 1965, 1967, 1968, 1970, 1971, 1973, 1974, 1977, 1982, 1985, 1986, 1987, 1989, 1990, 1993, 1995 |
| 41    | Yamaha          | 125cc     | 1966, 1967, 1972, 1973                                                                         |
| 22    | Aprilia         | 250cc     | 1992, 1994, 1996, 1998, 1999, 2000, 2002, 2003, 2006, 2007                                     |
| 22    | Aprilia         | 125cc     | 1994, 1997, 1998, 2002, 2003, 2004, 2005, 2006, 2007, 2008, 2009, 2011                         |
| 12    | Kalex           | Moto2     | 2012, 2013, 2014, 2015, 2016, 2017, 2018, 2019, 2020, 2021, 2022, 2023                         |
| 11    | MV Agusta       | 500cc     | 1952, 1954, 1968, 1969, 1970, 1973                                                             |
| 11    | MV Agusta       | 350cc     | 1969, 1970                                                                                     |
| 11    | MV Agusta       | 250cc     | 1961                                                                                           |
| 11    | MV Agusta       | 125cc     | 1953, 1955                                                                                     |
| 10    | Kreidler        | 50cc      | 1962, 1963, 1964, 1969, 1971, 1973, 1975, 1978, 1979, 1982                                     |
| 10    | Derbi           | 125cc     | 1970, 1971, 1974, 1988, 2010                                                                   |
| 10    | Derbi           | 80cc      | 1985, 1986, 1987                                                                               |
| 10    | Derbi           | 50cc      | 1970, 1972                                                                                     |
| 8     | Suzuki          | 500cc     | 1978, 1993, 2000                                                                               |
| 8     | Suzuki          | 125cc     | 1965, 1969                                                                                     |
| 8     | Suzuki          | 50cc      | 1965, 1967, 1968                                                                               |
| 8     | KTM             | Moto3     | 2013, 2014, 2016, 2018, 2020, 2021, 2023                                                       |
| 8     | KTM             | 250cc     | 2008                                                                                           |
| 7     | Kawasaki        | 500cc     | 1971                                                                                           |
| 7     | Kawasaki        | 350cc     | 1979                                                                                           |
| 7     | Kawasaki        | 250cc     | 1978, 1979, 1980, 1981, 1983                                                                   |
| 6     | Morbidelli      | 125cc     | 1975, 1976, 1977, 1978, 1980, 1986                                                             |
| 6     | Garelli         | 125cc     | 1982, 1983, 1984, 1986, 1987                                                                   |
| 6     | Garelli         | 50cc      | 1983                                                                                           |
| 5     | Ducati          | MotoGP    | 2006, 2021, 2022, 2023                                                                         |
| 4     | Bultaco         | 125cc     | 1968                                                                                           |
| 4     | Bultaco         | 50cc      | 1976, 1977, 1981                                                                               |
| 3     | Moto Guzzi      | 500cc     | 1953                                                                                           |
| 3     | Moto Guzzi      | 350cc     | 1954                                                                                           |
| 3     | Moto Guzzi      | 250cc     | 1953                                                                                           |
| 3     | JJ Cobas        | 250cc     | 1984                                                                                           |
| 3     | JJ Cobas        | 125cc     | 1989, 1990                                                                                     |
| 2     | Mondial         | 125cc     | 1951, 1954                                                                                     |
| 2     | Gilera          | 500cc     | 1951, 1955                                                                                     |
| 2     | Moto Morini     | 250cc     | 1963                                                                                           |
| 2     | Moto Morini     | 125cc     | 1952                                                                                           |
| 2     | Harley-Davidson | 250cc     | 1975, 1976                                                                                     |
| 2     | Minarelli       | 125cc     | 1979, 1981                                                                                     |
| 2     | Krauser         | 80cc      | 1988, 1989                                                                                     |